# Wyszejszaja liha (2024)
Wyszejszaja liha 2024 – 34. edycja najwyższej klasy rozgrywkowej piłki nożnej w Białorusi.
Brało w niej udział 16 drużyn, które w okresie od 3 marca do 7 grudnia 2024 rozegrały 30 kolejek meczów.
Sezon zakończył baraż o utrzymanie w Wyszejszaja liha. Mistrzostwo po raz drugi z rzędu a dziewiąty w historii zdobyła drużyna Dynama Mińsk.

## Uczestniczące drużyny
| Uczestnicy poprzedniej edycji | Uczestnicy poprzedniej edycji | Uczestnicy poprzedniej edycji | Uczestnicy poprzedniej edycji |
| --- | ----------------------------- | ----------------------------- | ----------------------------- |
| DMI | Dynama Mińsk                  | Mińsk                         | 1                             |
| GRO | Nioman Grodno                 | Grodno                        | 2                             |
| TRP | Tarpieda-BiełAZ               | Żodzino                       | 3                             |
| ISŁ | Isłacz                        | Mińsk                         | 4                             |
| BAT | BATE Borysów                  | Borysów                       | 5                             |
| HOM | FK Homel                      | Homel                         | 6                             |
| SLA | Sławija Mozyrz                | Mozyrz                        | 7                             |
| SŁU | FK Słuck                      | Słuck                         | 8                             |
| FKM | FK Mińsk                      | Mińsk                         | 9                             |
| DBR | Dynama Brześć                 | Brześć                        | 10                            |
| SME | FK Smorgonie                  | Smorgonie                     | 11                            |
| NAN | Naftan Nowopołock             | Nowopołock                    | 12                            |
| SZS | Szachcior Soligorsk           | Soligorsk                     | 13                            |
| Awans z Pierszaja liha |                               |                               |                               |
| ARS | Arsienał Dzierżynsk           | Dzierżyńsk                    | 1                             |
| DMH | Dniapro Mohylew               | Mohylew                       | 2                             |
| po barażach |                               |                               |                               |
| WTB | FK Witebsk                    | Witebsk                       | 3                             |
| Oznaczenia: - kolumna pierwsza – skróty nazw drużyn, - kolumna trzecia – siedziba klubu, - kolumna czwarta – miejsce zajęte w poprzednim sezonie. |                               |                               |                               |

## Tabela
| Lp. | Drużyna                  | M  | Z  | R  | P  | B+ | B– | +/– | Pkt | Kwalifikacja lub spadek                        |
| --- | ------------------------ | -- | -- | -- | -- | -- | -- | --- | --- | ---------------------------------------------- |
| 1   | Dynama Mińsk (M)         | 30 | 20 | 8  | 2  | 50 | 13 | +37 | 68  | Liga Mistrzów UEFA • I runda kwalifikacyjna    |
| 2   | Nioman Grodno (P)        | 30 | 20 | 5  | 5  | 45 | 19 | +26 | 65  | Liga Konferencji UEFA • I runda kwalifikacyjna |
| 3   | Tarpieda-BiełAZ Żodzino  | 30 | 18 | 8  | 4  | 45 | 21 | +24 | 62  | Liga Konferencji UEFA • I runda kwalifikacyjna |
| 4   | Dynama Brześć            | 30 | 14 | 7  | 9  | 62 | 37 | +25 | 49  | Liga Konferencji UEFA • I runda kwalifikacyjna |
| 5   | Witebsk                  | 30 | 14 | 5  | 11 | 33 | 25 | +8  | 47  |                                                |
| 6   | Homel                    | 30 | 11 | 11 | 8  | 37 | 28 | +9  | 44  |                                                |
| 7   | Isłacz Minski Rajon      | 30 | 11 | 8  | 11 | 36 | 30 | +6  | 41  |                                                |
| 8   | BATE Borysów             | 30 | 11 | 7  | 12 | 38 | 38 | 0   | 40  |                                                |
| 9   | Słuck                    | 30 | 11 | 6  | 13 | 26 | 41 | −15 | 39  |                                                |
| 10  | Arsienał Dzierżynsk      | 30 | 10 | 8  | 12 | 29 | 36 | −7  | 38  |                                                |
| 11  | Sławija Mozyrz           | 30 | 8  | 11 | 11 | 28 | 33 | −5  | 35  |                                                |
| 12  | Smorgonie                | 30 | 7  | 11 | 12 | 33 | 51 | −18 | 32  |                                                |
| 13  | Mińsk                    | 30 | 6  | 10 | 14 | 28 | 44 | −16 | 28  |                                                |
| 14  | Naftan Nowopołock (B, O) | 30 | 5  | 11 | 14 | 27 | 44 | −17 | 26  | baraż o Wyszejszaja liha                       |
| 15  | Dniapro Mohylew (S)      | 30 | 3  | 9  | 18 | 27 | 58 | −31 | 18  | spadek do Pierwszej ligi                       |
| 16  | Szachcior Soligorsk (S)  | 30 | 5  | 7  | 18 | 19 | 45 | −26 | 2   | spadek do Pierwszej ligi                       |

1. ↑  Szachcior Soligorsk odjęto 20 punktów za ustawianie meczów[1].

## Wyniki
| Gospodarz \ Gość        | ARS | BAT | DNE | DMI | DBR | GOM | ISL | FCM | NAF | NEM | SHA | SLA | SLU | SMR | TZH | VIT |
| ----------------------- | --- | --- | --- | --- | --- | --- | --- | --- | --- | --- | --- | --- | --- | --- | --- | --- |
| Arsienał Dzierżynsk     |     | 2–0 | 3–1 | 1–2 | 0–2 | 1–0 | 3–1 | 0–0 | 0–3 | 0–4 | 2–0 | 1–1 | 1–0 | 2–0 | 0–1 | 1–1 |
| BATE Borysów            | 3–2 |     | 1–1 | 0–2 | 3–1 | 1–3 | 1–1 | 0–1 | 1–1 | 0–3 | 1–1 | 1–0 | 6–0 | 7–4 | 1–2 | 1–0 |
| Dniapro Mohylew         | 0–0 | 1–1 |     | 0–2 | 0–3 | 0–1 | 1–3 | 1–1 | 0–3 | 0–2 | 2–3 | 1–2 | 2–3 | 2–1 | 1–1 | 1–2 |
| Dynama Mińsk            | 2–0 | 1–0 | 2–0 |     | 1–0 | 2–0 | 2–0 | 2–0 | 2–2 | 2–1 | 3–2 | 2–0 | 2–0 | 5–0 | 0–0 | 1–1 |
| Dynama Brześć           | 2–1 | 2–0 | 6–1 | 1–1 |     | 1–1 | 3–2 | 3–0 | 2–2 | 2–2 | 3–0 | 3–0 | 1–2 | 4–1 | 0–1 | 1–1 |
| Homel                   | 5–0 | 2–0 | 1–1 | 0–1 | 2–1 |     | 0–0 | 2–0 | 2–1 | 2–3 | 1–2 | 0–0 | 1–2 | 2–1 | 0–0 | 0–0 |
| Isłacz Minski Rajon     | 0–2 | 1–2 | 1–1 | 0–1 | 1–1 | 1–0 |     | 3–0 | 3–0 | 2–0 | 0–0 | 0–0 | 0–0 | 3–2 | 0–1 | 1–0 |
| Mińsk                   | 1–2 | 0–1 | 2–2 | 0–0 | 3–2 | 3–1 | 3–2 |     | 1–1 | 0–2 | 0–0 | 1–1 | 0–1 | 2–3 | 1–2 | 1–2 |
| Naftan Nowopołock       | 0–0 | 0–0 | 2–1 | 1–2 | 3–6 | 0–2 | 2–1 | 0–2 |     | 0–0 | 0–0 | 0–1 | 1–4 | 1–1 | 1–1 | 0–4 |
| Nioman Grodno           | 1–0 | 1–0 | 3–1 | 0–0 | 2–0 | 1–1 | 0–3 | 4–0 | 2–1 |     | 1–0 | 1–0 | 2–0 | 2–1 | 1–0 | 0–1 |
| Szachcior Soligorsk     | 0–3 | 1–3 | 1–2 | 0–3 | 0–4 | 1–2 | 0–1 | 0–1 | 0–0 | 0–1 |     | 1–3 | 1–2 | 2–2 | 1–0 | 1–0 |
| Sławija Mozyrz          | 3–0 | 2–3 | 2–0 | 1–1 | 1–1 | 0–0 | 2–1 | 1–1 | 1–0 | 0–1 | 0–1 |     | 0–0 | 0–0 | 0–2 | 1–2 |
| Słuck                   | 1–1 | 0–1 | 0–1 | 0–5 | 1–4 | 1–1 | 1–3 | 1–0 | 0–1 | 2–0 | 0–0 | 1–0 |     | 0–0 | 1–0 | 2–0 |
| Smorgonie               | 1–0 | 0–0 | 0–0 | 1–0 | 0–2 | 2–2 | 1–1 | 1–1 | 1–0 | 0–0 | 2–0 | 3–3 | 4–1 |     | 0–4 | 0–3 |
| Tarpieda-BiełAZ Żodzino | 1–1 | 2–0 | 4–2 | 1–1 | 3–1 | 2–2 | 1–0 | 2–2 | 2–1 | 1–4 | 1–0 | 3–0 | 1–0 | 2–0 |     | 3–0 |
| Witebsk                 | 0–0 | 1–0 | 2–1 | 1–0 | 2–0 | 0–1 | 0–1 | 2–1 | 2–0 | 0–1 | 2–1 | 2–3 | 2–0 | 0–1 | 0–1 |     |

## Baraż o Wyszejszaja liha
Naftan Nowopołock trzecia drużyna Pierszaja liha wygrał 5-1 dwumecz z Niva Dolbizno o miejsce w Wyszejszaja liha na sezon 2025.
| 4 grudnia 2024 | Niva Dolbizno             | 1:3   | Naftan Nowopołock                                    |                                                           |
| 13:00          | Aleksey Kharitonovich 31' | (1:2) | 4' Ignat Pranovich · 40' (k), 59' (k) Roman Paparyga | Stadion Junost, Brześć Widzów: 350 Sędzia: Dmitriy Markov |

| 7 grudnia 2024 | Naftan Nowopołock                      | 2:0   | Niva Dolbizno |                                                              |
| 12:00          | Roman Paparyga 54' · Anton Suchkov 85' | (0:0) |               | Stadion Atłant, Nowopołock Widzów: 490 Sędzia: Igor Shumilov |

## Najlepsi strzelcy
| Bramki | Strzelcy               | Drużyna                 |
| ------ | ---------------------- | ----------------------- |
| 17     | Rody Junior Effaghe    | Homel                   |
| 16     | Jegor Korcow           | Dynama Brześć           |
| 15     | Maksim Skawysz         | Tarpieda-BiełAZ Żodzino |
| 14     | Pawieł Sawicki         | Nioman Grodno           |
| 13     | Michaił Hardziejczuk   | Dynama Brześć           |
| 11     | Aleksandr Shestyuk     | Isłacz Minski Rajon     |
| 10     | German Barkowski       | Dynama Brześć           |
| 10     | Orałchan Ömyrtajew     | Słuck / BATE Borysów    |
| 10     | Karen Vardanyan        | Witebsk                 |
| 9      | Aleksandr Butko        | Isłacz Minski Rajon     |
| 9      | Leonard Chatelin Gweth | Nioman Grodno           |
| 9      | Roman Paparyga         | Naftan Nowopołock       |

Źródło: 

## Stadiony
| Arsienał Dzierżynsk |
| ------------------- |
| Stadion Haradzieja  |
|                     |

| BATE Borysów  |
| ------------- |
| Barysau-Arena |
|               |

| Dniapro Mohylew  |
| ---------------- |
| Stadion Spartaka |
|                  |

| Dynama Brześć |
| ------------- |
| OSK Brescki   |
|               |

| Dynama Mińsk         |
| -------------------- |
| Stadion Dynama Mińsk |
|                      |

| Homel             |
| ----------------- |
| Stadion Centralny |
|                   |

| Isłacz Minski Rajon Mińsk |
| ------------------------- |
| Stadion FK Mińsk          |
|                           |

| Naftan Nowopołock |
| ----------------- |
| Stadion Atłant    |
|                   |

| Nioman Grodno  |
| -------------- |
| Stadion Nioman |
|                |

| Szachcior Soligorsk |
| ------------------- |
| Stadion Budaunik    |
|                     |

| Sławija Mozyrz   |
| ---------------- |
| Stadion Junactwa |
|                  |

| Słuck           |
| --------------- |
| Stadion Miejski |
|                 |

| Smorgonie        |
| ---------------- |
| Stadion Junactwa |
|                  |

| Tarpieda-BiełAZ Żodzino |
| ----------------------- |
| Stadion Tarpieda        |
|                         |

| Witebsk        |
| -------------- |
| CSK „Witebski” |
|                |

Źródło: 